# Filmfare
Filmfare es una revista en inglés del tamaño de un tabloide sobre cine en hindi, conocida popularmente como Bollywood. Establecida en 1952, la revista es publicada por Worldwide Media, una subsidiaria de The Times Group, el conglomerado de servicios de medios más grande de la India. Desde 1954, otorga premios de cine popular como los premios anuales Premios Filmfare, Filmfare Awards South y Filmfare Awards East.

## Historia
Lanzado en 1952 por The Times Group que publicó el periódico The Times of India, Filmfare llegó solo un año después de que Screen fue lanzado por The Indian Express. Partiendo de la imagen de The Times of India, Filmfare combinó el periodismo cinematográfico serio con el glamour. Contó con exposiciones de explotación de artistas jóvenes, artículos sobre diversos aspectos de la realización cinematográfica y cines notables del mundo, como el italiano, el japonés y el alemán. También se benefició enormemente de la extensa red de distribución del periódico y rápidamente ganó popularidad en todo el país como hogares de lujo.
En 1953, envalentonó aún más su lugar en la industria cinematográfica india, cuando estableció dos premios cinematográficos. Primero, los Premios Filmfare para películas en hindi y los Filmfare Awards South para películas en los idiomas canarés, malayalam, tamil y telugu comenzaron el mismo año. Los premios se basaron en los Premios de la Academia, con la diferencia de que los ganadores se decidían por los votos de los lectores, por lo que se conocen como «premios populares». La ceremonia anual de premios Filmfare, celebrada en Mumbai, es uno de los eventos cinematográficos más antiguos y destacados de la India.
La circulación se redujo a principios de la década de 1990, lo que llevó a los editores a adjuntar productos de consumo gratuitos (como jabones o sobres de champú) a la revista. Además, se iniciaron ediciones especiales mensuales con algunas páginas dedicadas al cine malayalam, tamil y télugu.
Filmfare Awards East para películas de Bengala Occidental, Odisha y Assam se inició en 2014.
En 2005, Filmfare y algunas otras publicaciones, sobre todo Femina, y las ediciones indias de Hello!, Good Food, Top Gear y Good Homes se dividieron en una subsidiaria. La nueva propiedad, Worldwide Media, es una empresa conjunta 50:50 entre The Times Group y BBC Magazines, la división editorial de BBC Worldwide. Posteriormente, en octubre de 2011, Worldwide Media se convirtió en una filial de propiedad total de Bennett, Coleman & Co. Ltd. (BCCL), la empresa matriz del Times Group. La edición en hindi de Filmfare se lanzó en 2011.

## Recepción
Filmfare cubre noticias, entrevistas, fotografías, videos, reseñas, eventos y estilo. Es considerada una de las revistas más populares y de mayor reputación de la India; The Illustrated Weekly of India se refirió a la revista como «decorosa» y la revista británica The Spectator la elogió por «[proporcionar] un buen ejemplo de cómo los principales medios de comunicación marginan ciertas películas como 'sórdidas'». Según un artículo de 2004 de The Economic Times, la circulación impresa mensual de la revista fue de 147.000 ejemplares. En 2008, la profesora de cine y análisis cultural Rachel Dwyer estimó en 200.000.